# Кауэ (футболист, 2004)
Кауэ Родригес Пессанья (порт.-браз. Kauê Rodrigues Pessanha, более известный, как Кауэ (порт.-браз. Kauê) род. 22 октября 2004, Кисаман, Рио-де-Жанейро) — бразильский футболист, полузащитник клуба «Ботафого».

## Клубная карьера
Кауэ — воспитанник клуба «Ботафого». 20 января 2024 года в поединке Лиги Кариока против «Бангу» он дебютировал за основной состав. 29 февраля в матче против боливийской «Ауроры» он дебютировал в Кубке Либертадорес. 31 марта в поединке Лиги Кариоки против «Боависты» из Рио-де-Жанейро игрок забил свой первый гол за «Ботафого».